# Tylophora anisotomoides
Tylophora anisotomoides är en oleanderväxtart som beskrevs av Rudolf Schlechter. Tylophora anisotomoides ingår i släktet Tylophora och familjen oleanderväxter. Inga underarter finns listade i Catalogue of Life.